# Vorderschöneberg
Vorderschöneberg ist eine Ortschaft in der Gemeinde Wipperfürth im Oberbergischen Kreis im Regierungsbezirk Köln in Nordrhein-Westfalen (Deutschland).

## Lage und Beschreibung
Der Ort liegt im Südwesten der Stadt Wipperfürth auf einer Anhöhe zwischen dem Schwarzenbach und dem Bach Ahe. Nachbarorte sind Hinterschöneberg, Holte, Erlen und Langensiefen.
Politisch wird Vorderschöneberg durch den Direktkandidaten des Wahlbezirks 7.1 (071) südwestliches Stadtgebiet im Rat der Stadt Wipperfürth vertreten.

## Geschichte
1387 wird der Ort erstmals unter der Bezeichnung „Schonenberch“ in einer Schöffenliste der Stadt Wipperfürth genannt. Die Karte Topographia Ducatus Montani aus dem Jahre 1715 zeigt an der Stelle von Vorderschöneberg einen Hof und bezeichnet diesen mit „Schönenberg“. Die Topographische Aufnahme der Rheinlande von 1825 zeigt zwei umgrenzte Hofräume unter dem gemeinsamen Namen „Schonenberg.“ An der Stelle von Vorderschönenberg zeigt die Karte fünf getrennt voneinander liegende Grundrisse. In der Preußischen Uraufnahme von 1840 wird „Ob. Schöneberg“ genannt. Ab der topografischen Karten der Jahre 1893 bis 1896 lautet der Ortsname Vorderschönenberg.
Der Hof Vorderschöneberg 2 aus der zweiten Hälfte des 19. Jahrh. ist ein Baudenkmal der Stadt Wipperfürth, ebenso  ein hölzernes Wegekreuz das neben dem Haus Nr. 3 steht. Das Alter des Kreuzes ist nicht bekannt, die Holzteile wurden 1936 erneuert.

## Busverbindungen
Über die Haltestelle Erlen der Linien 426 und 429 (VRS/OVAG) ist Vorderschöneberg an den öffentlichen Personennahverkehr angebunden.

## Wanderwege
Der vom SGV markierte Zugangsweg zum Wipperfürther Rundweg führt durch den Ort. Der Weg kommt von Wipperfürth und trifft bei Oberschwarzen auf den Rundweg.

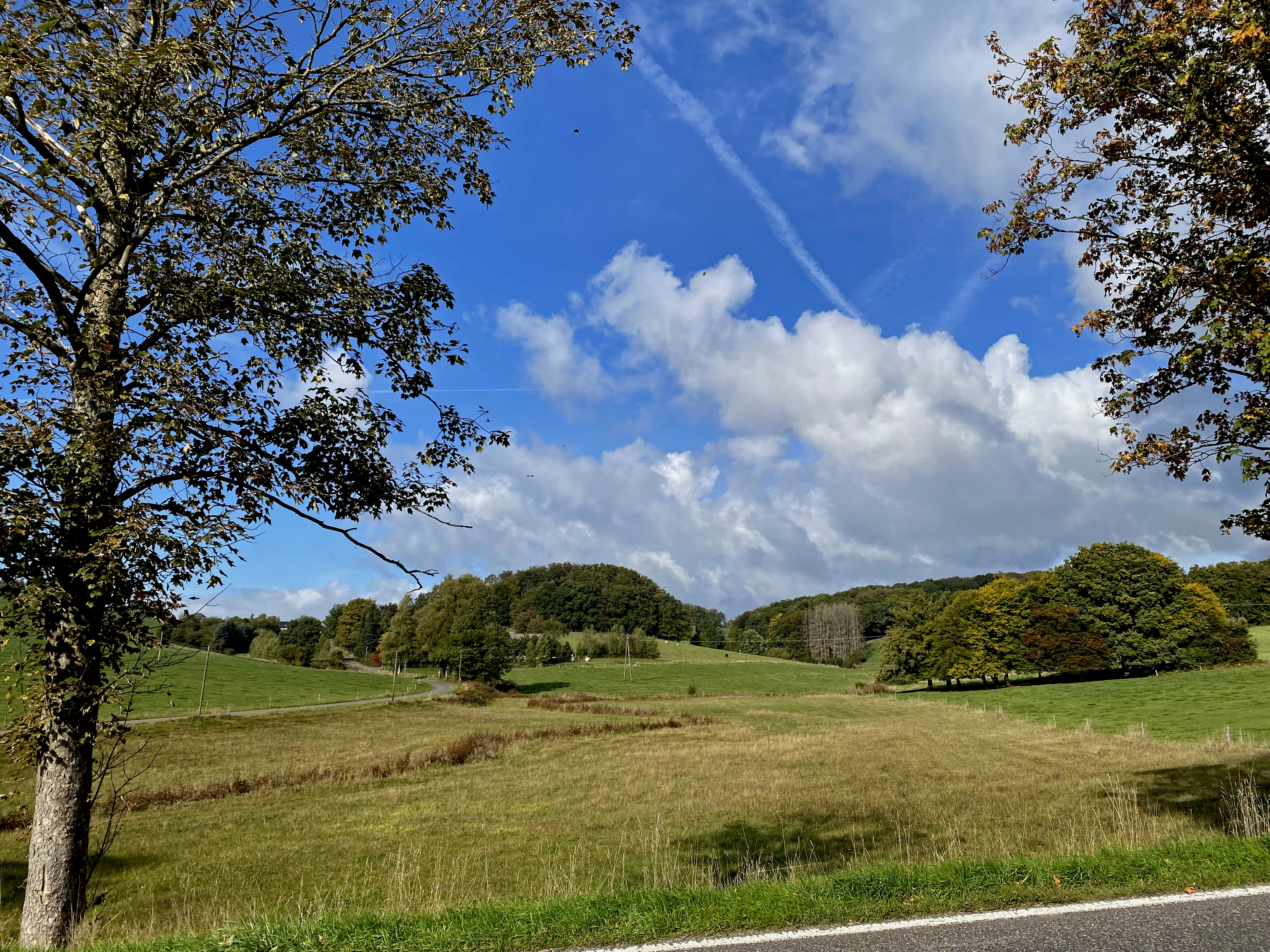
Landschaft bei Vorderschöneberg – Tal der Kürtener Sülz
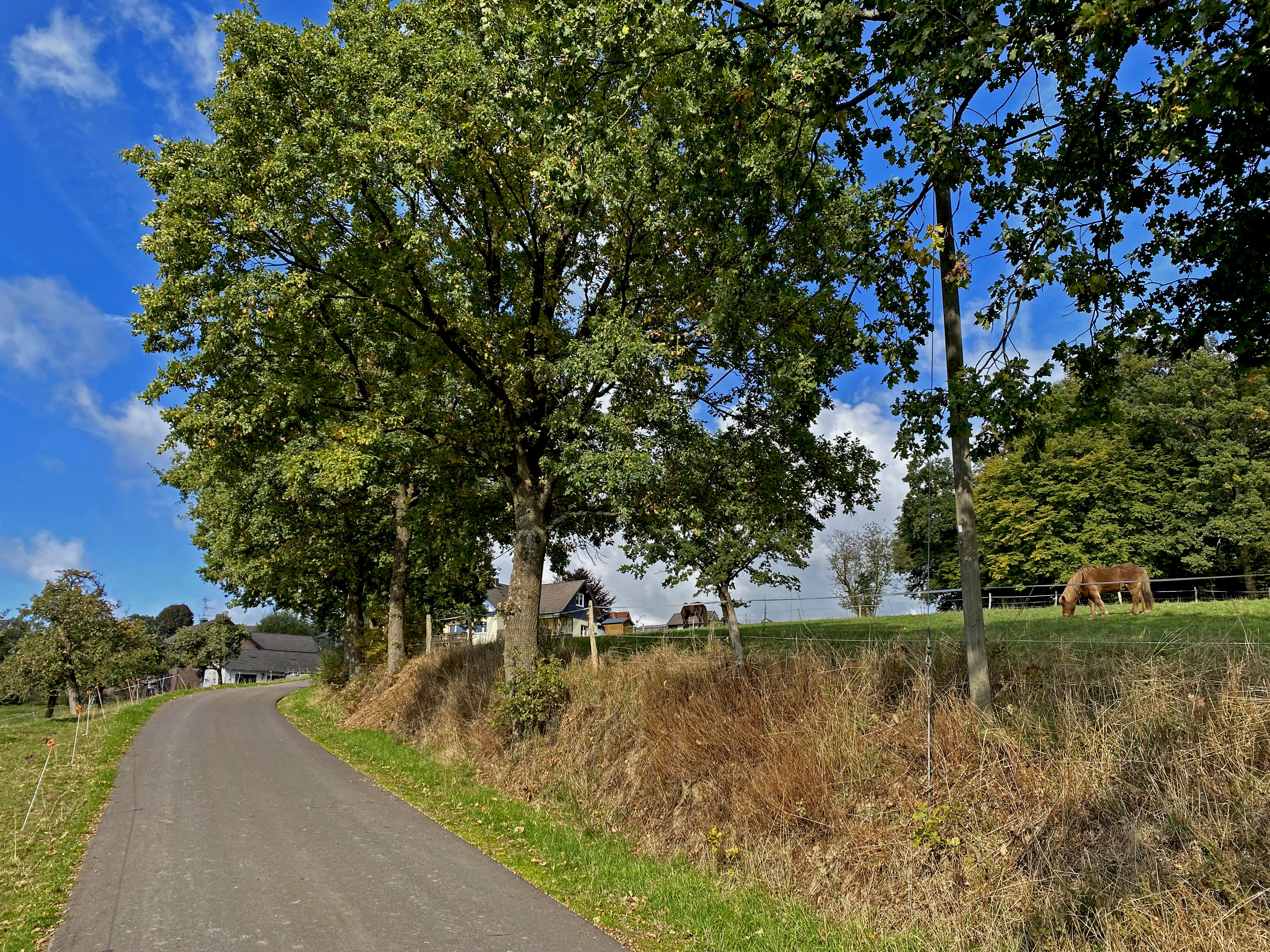
östl. Ortseingang
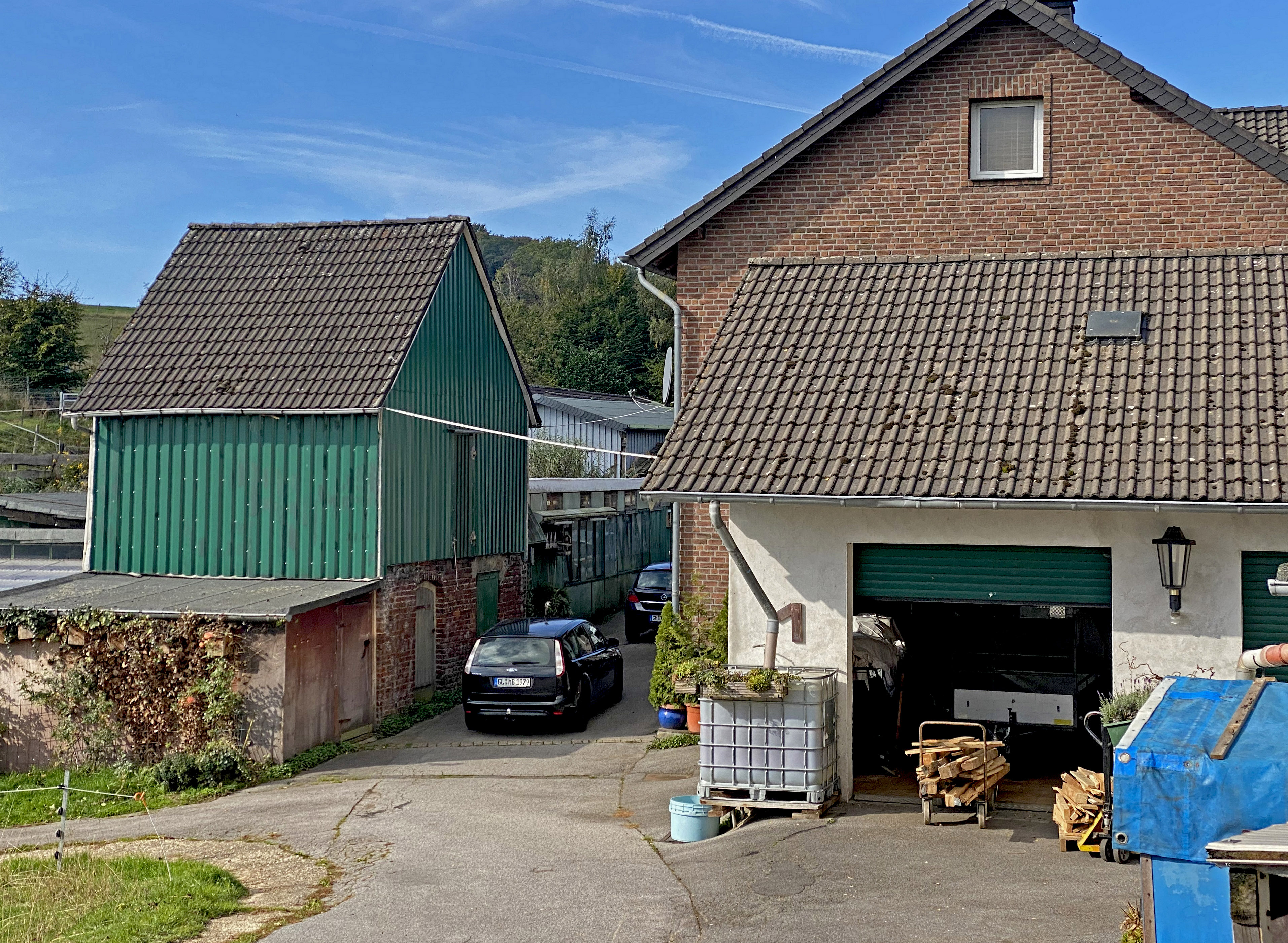
Vorderschöneberg 1
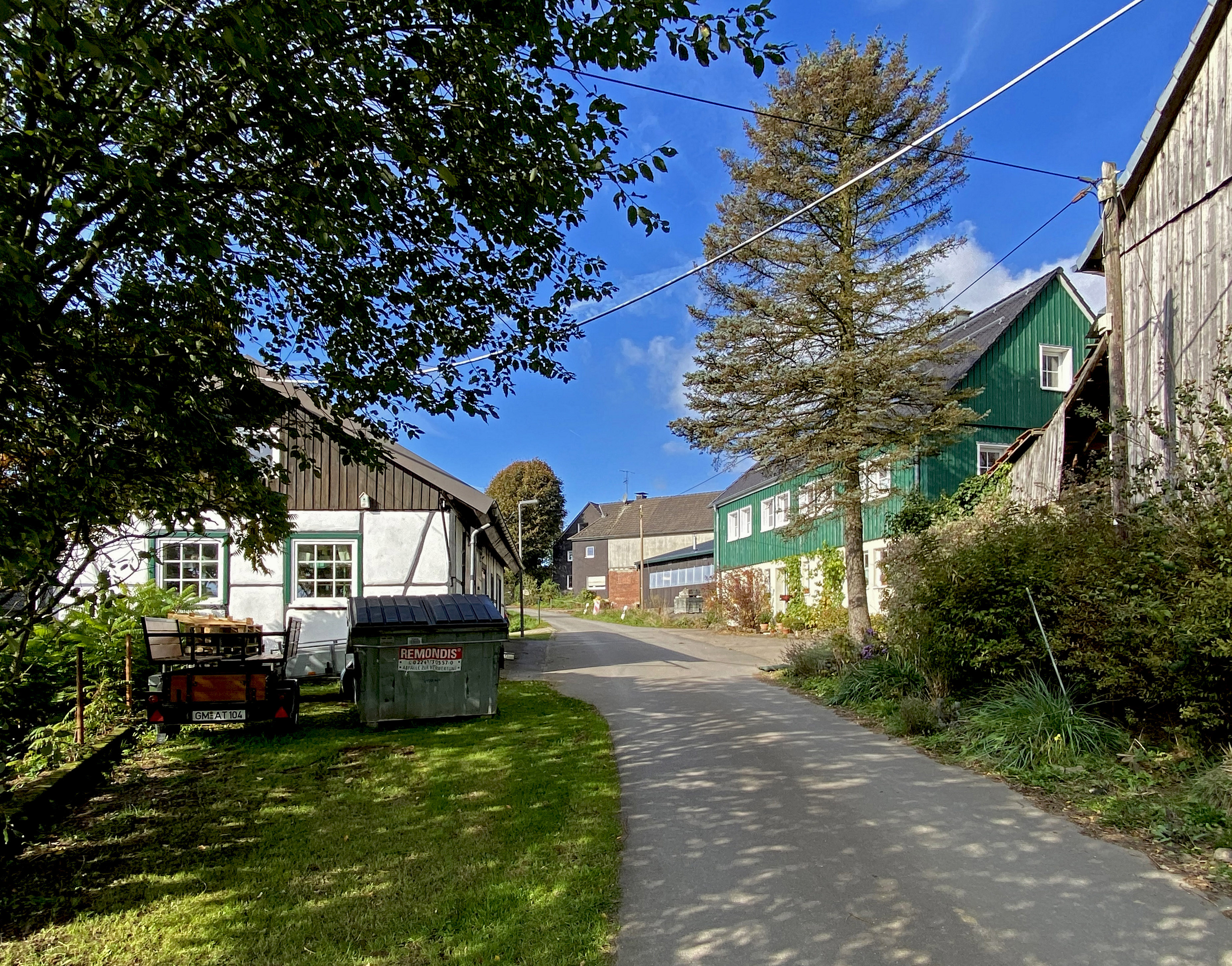
Dorfstraße
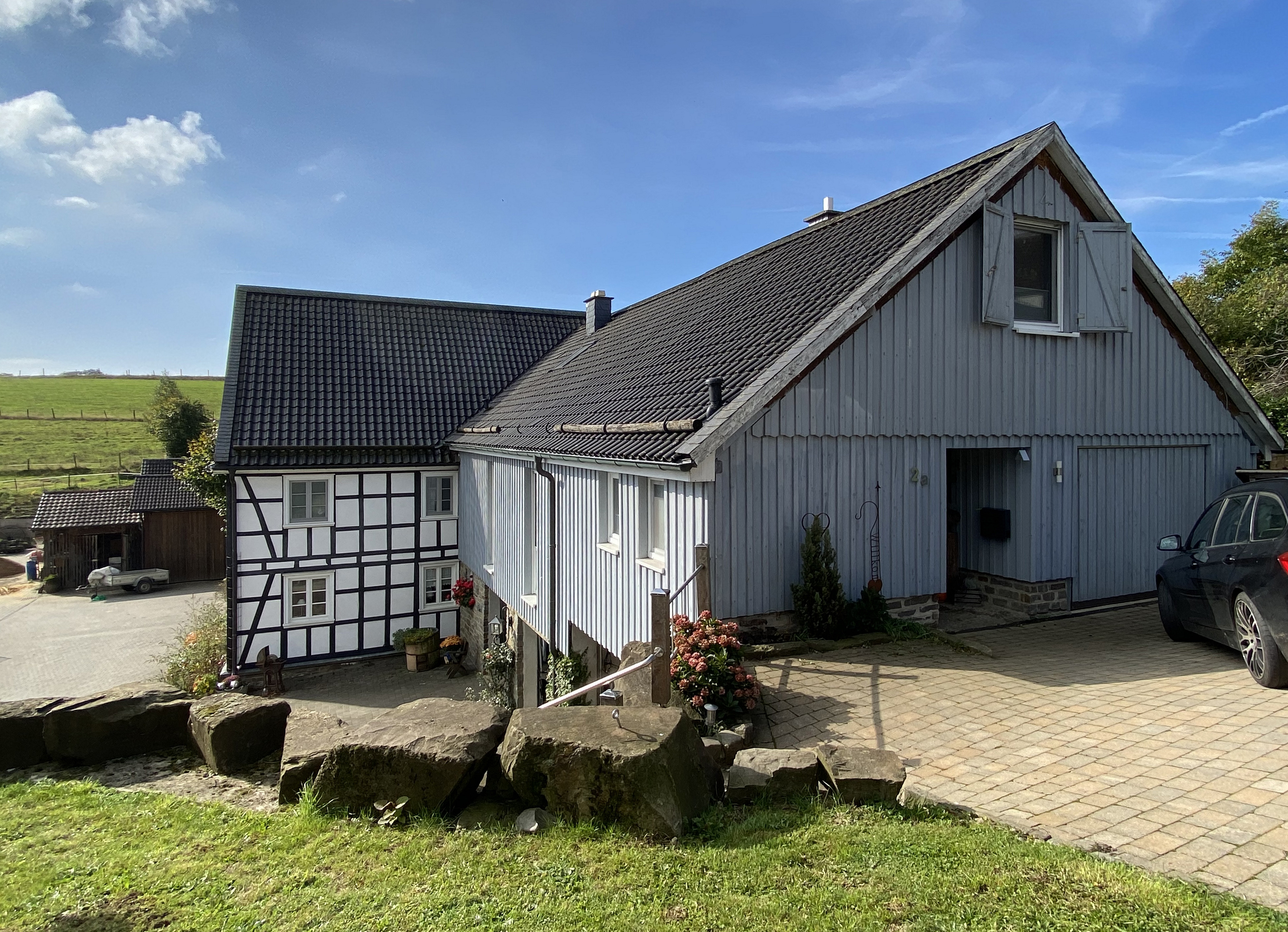
Baudenkmal Haus 2
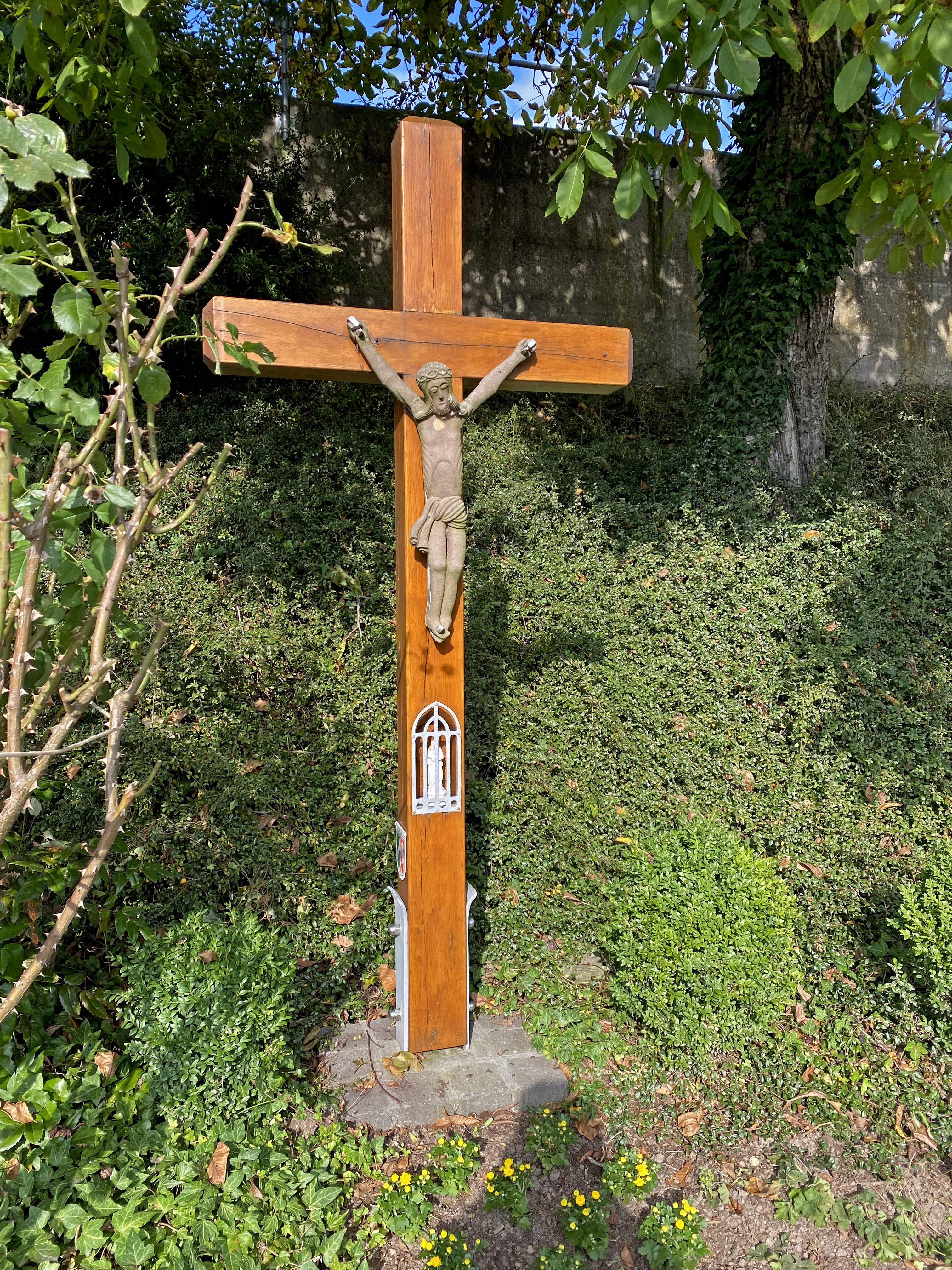
Baudenkmal Wegekreuz bei Haus 3